# Liang (État)
Pour les articles homonymes, voir Liang.
? – 641 av. J.-C.
Entités suivantes :
- État de Qin

Liang (chinois: 梁; pinyin: Liáng) était un état de la période des Printemps et Automnes de la Chine ancienne, frontalier de l'État de Qin. Il est conquis par le duc Mu de Qin (en) en 641 av. J.-C. Les dirigeants de Liang portaient le nom de famille Ying (嬴). La capitale de Liang était située au sud de la ville moderne de Hancheng dans le Shaanxi,.
En 703 av. J.-C., les dirigeants des cinq États de Guo occidental, Rui, Xun (荀國), Jia (賈國) et Liang, réprimèrent le duc Wu de Jin par les armes.
En 654 av. J.-C., le prince Yiwu de Jin s'enfuit à Liang.   Le souverain de Liang (梁伯) a fiancé sa fille Liang Ying (梁嬴) au prince Yiwu.
En 642 av. J.-C., le souverain de Liang voulait construire une nouvelle capitale mais celle-ci fut saisie par l'État de Qin une fois achevée.
En 641 av. J.-C., Liang fut conquis par l'État de Qin. Selon le Zuo Zhuan, le peuple Liang n'était pas en mesure de supporter le travail qui leur avait été confié par le dirigeant de Liang, de sorte que l'État de Qin a facilement conquis Liang.

## Liang en astronomie
Liang est représenté par l'étoile Delta Ophiuchi dans l'astérisme Mur Droit, Tianshi (voir astérismes chinois).

## Remarques
1. ↑  Yiwu's departure from the State of Jin resulted from the Li Ji Rebellion instigated by Duke Xian of Jin's wife Li Ji (concubine).